# Runeberg (släkt)
Runeberg är ett efternamn, som burits av en släkt med fortlevande grenar både i Finland och i Sverige. Dess mest kände medlem var skalden Johan Ludvig Runeberg. Enligt tillgängliga uppgifter 2013 fanns det i Finland 47 och i Sverige 49 levande personer med efternamnet Runeberg, totalt 96 personer. Uppgiften från Finland omfattar också dem som flyttat utomlands. Det är därför möjligt att det verkliga antalet är något lägre.
Stamfar var dragonen och sedermera skomakaren Eric Larsson Rönberg, född i Östergötland. Födelseår antagligen cirka 1650. Under större delen av hans soldattid stavas efternamnet i rullorna Rönberg och bara undantagsvis Runneberg. Efter avskedet 1695 verksam som skomakare på Frösön. Gift med Brita Carlsdotter Bröms född mars 1654 i Offerdal, dotter till underofficeren Carl Nilsson Bröms (ca 1620-1709) och Brita Östensdotter (162x-1676). Eric Larsson Rönberg omtalas som svåger av Brita Carlsdotters bror Måns Carlsson Nordin i en självbiografisk artikel från 1698. Traditionen och en del skrifter, bland annat Nordisk Familjebok, har felaktigt angivit som stamfader en dragon Lars Falk, ibland har han  sagts ha härstammat från en ort Runneby i Jämtland. Ett försök att leda detta i bevis gjordes av kyrkoherden Matts Ling i en uppsats i Jämten 1921 (Johan Ludvig Runebergs jämtländska härstamning). Han utgick från H. Söderstéens genealogiska utläggning från 1913 och med stöd av en dödsnotis i Brunflos dödbok över Lars Runebergs syster Magdalena Ersdotter (Brunflo C:3 s 156), där modern anges vara en Brita Larsdotter,  anser han sig kunna vederlägga Söderstéens uppgift att hennes mor hette Brita Carlsdotter Bröms. Han har därvid utgått från att uppgiften om moderns namn i dödsnotisen är sann. I själva verket framgår moderns namn för Magdalena Ersdotter i Revsunds födelsebok (C:1 sid 21) som just Brita Carlsdotter. Någon ort med namnet Runneby existerar ej i Jämtland. Rönberg (eller Rönnberg) är i själva verket ett ganska vanligt soldatnamn och torde snarast ha att göra med trädslaget rönn.

## Personer med efternamnet Runeberg
Personer utan angiven nationalitet är från Finland.
- Arne Runeberg (1912–1979), socialantropolog
- Birger Runeberg (1875–1938), kirurg
- Edvard Fredrik Runeberg (1721–1802), svensk nationalekonom
- Efraim Otto Runeberg (1722–1770), svensk-finländsk lantmäteridirektör och nationalekonomisk författare
- Fred Runeberg (1909–1976), fotograf
- Fredrika Runeberg, född Tengström (1807–1879), författare
- Johan Ludvig Runeberg (1804–1877), författare, Finlands nationalskald
- Johan Wilhelm Runeberg (1843–1918), läkare
- Ludvig Michael Runeberg (1835–1902), lektor och kaméskärare
- Michael Runeberg (1905–1987), skolledare
- Nino Runeberg (1874–1934), poet och översättare
- Robert Runeberg (1846–1919), skeppbyggnadsingenjör
- Walter Runeberg (1838–1920), skulptör

## Släktträd

### Äldre släktled (urval)
Nationalitet för icke-biograferade framgår av bosättningsorten. Av Lars Runebergs söner flyttade Efraim Otto och Ludvig Anton från Sverige till Finland. Även Ludvig Antons son Lars Ulrik Runeberg var född i Sverige (Alunda socken).
- Eric Larsson Rönberg (ca 1650-?)
  - Lars Runeberg eller Runneberg (1679–1773), kyrkoherde och prost i Alunda, Uppsala län
    - Karl Meistrin Runeberg (1718–1801), prost i Håtuna, Stockholms län
    - Edvard Fredrik Runeberg (1721–1802), nationalekonom
    - Efraim Otto Runeberg (1722–1770), lantmäteridirektör och nationalekonomisk författare
    - Ludvig Anton Runeberg (1725–1803), kommissionslantmätare i Uleåborgs län
      - Lars Ulrik Runeberg (1772–1828), sjökapten i Jakobstad
        - Johan Ludvig Runeberg (1804–1877)

### Johan Ludvig och Fredrika Runebergs ättlingar (urval)
- Johan Ludvig Runeberg (1804–1877), Finlands nationalskald
- Fredrika Runeberg, född Tengström (1807–1879), författare, gift med föregående
  - Ludvig Michael Runeberg (1835–1902), lektor och kaméskärare
  - Lorenzo Runeberg (1836–1919), läkare[5]
  - Walter Runeberg (1838–1920), skulptör
    - Nino Runeberg (1874–1934), poet och översättare
      - Heidi Parland, född Runeberg (1902–1990), översättare
      - Fred Runeberg (1909–1976), fotograf[6]
        - Kristian Runeberg (1934–2018), fotograf[7]

      - Arne Runeberg (1912–1979), socialantropolog[8]

  - Johan Wilhelm Runeberg (1843–1918), läkare, professor i medicin
    - Birger Runeberg (1875–1938), kirurg[9]
    - Einar Runeberg (1877–1938), stadsläkare[9]
      - Michael Runeberg (1905–1987), skolledare[6]

    - Lars Runeberg (1881–1939), lantmätare, skogsförvaltare[9]

  - Jacob Robert Runeberg (1846–1919), skeppsbyggnadsingenjör[5]
  - Fredrik Carl Runeberg (1850–1884), läkare[5]